# Another Part of Me
"Another Part of Me је популарна песма Мајкла Џексона са албума Bad из 1987. године, издата као сингл 1988. године. Песма је првобитно настала за 3Д филм Капетан ЕО где глуми Џексон. Песма је извођена на светској турнеји албума.
Највиша позиција у САД је била 11. место и 1. на листи ритам и блуз синглова.
Спот песме приказује наступе песме са концерта у Паризу, са Вемблија као и других европских локација.